# Allsvenskan 1987
L'edizione 1987 del campionato di calcio svedese (Allsvenskan) vide la vittoria finale dell'IFK Göteborg.
Capocannoniere del torneo fu Lars Larsson (Malmö FF), con 19 reti.

## Classifica finale
|    | Classifica      | G  | V  | N  | P  | GF | GS | Diff | Punti |
| -- | --------------- | -- | -- | -- | -- | -- | -- | ---- | ----- |
| 1  | Malmö FF        | 22 | 14 | 6  | 2  | 50 | 21 | +29  | 34    |
| 2  | IFK Norrköping  | 22 | 11 | 7  | 4  | 33 | 19 | +14  | 29    |
| 3  | IFK Göteborg    | 22 | 9  | 8  | 5  | 39 | 24 | +15  | 26    |
| 4  | Öster           | 22 | 10 | 4  | 8  | 25 | 26 | -1   | 24    |
| 5  | Brage           | 22 | 7  | 10 | 5  | 21 | 23 | -2   | 24    |
| 6  | Hammarby        | 22 | 6  | 10 | 6  | 37 | 27 | +10  | 22    |
| 7  | Västra Frölunda | 22 | 6  | 9  | 7  | 21 | 29 | -8   | 21    |
| 8  | Örgryte         | 22 | 5  | 10 | 7  | 32 | 33 | -1   | 20    |
| 9  | AIK             | 22 | 5  | 10 | 7  | 15 | 17 | -2   | 20    |
| 10 | GIF Sundsvall   | 22 | 4  | 9  | 9  | 25 | 31 | -6   | 17    |
| 11 | Halmstad        | 22 | 4  | 9  | 9  | 22 | 39 | -17  | 17    |
| 12 | Elfsborg        | 22 | 3  | 4  | 15 | 18 | 49 | -31  | 10    |

## Fase finale

### Semifinali
| IFK Göteborg | 3 – 0 e 2 – 2 | IFK Norrköping |

| Östers IF | 1 – 2 e 1 – 2 | Malmö FF |

### Finale
| IFK Göteborg | 1 – 0 e 1 – 2 | Malmö FF |

## Verdetti
- IFK Göteborg campione di Svezia 1987.
- Halmstads BK e IF Elfsborg retrocesse in Division 1.